# Pataste
Pataste est un village situé dans la commune de Tabivere du comté de Jõgeva en Estonie.
Au 31 décembre 2011, il compte 119 habitants.